# 安田駿
安田 駿(やすだ しゅん、1994年1月28日 - )は、日本の男性声優。愛知県出身。フリー

## 略歴
中学時代までバスケ、ゲームなど好きなことばかりしていたが、その頃はまだアニメ、声優には興味はなかったという。ある日、偶々深夜に放送していたテレビアニメ『Fate/stay night』を観ていたところ引き込まれてしまい、「なんでこんなに惹きつけられるのか」を考えていたところ「声が理由なのかもしれない」と思い始めたという。
その後、声の仕事について深く知りたくなり、高校卒業後、上京して拓殖大学に進学。
ヒューマンアカデミー新宿校出身。青二プロダクション（ジュニア）に所属していた。
声優の卵たちのカフェ「SHIROBACO」でアルバイトをしていた（2017年11月20日卒業）
2020年1月1日青二プロダクションを退所し、フリーになったことをTwitterで発表した。

## 人物
趣味はカラオケと音楽鑑賞、ゲーム、特技にはバスケットボール。
可愛い系のボイスが得意。

## 出演
太字はメインキャラクター。

### 劇場アニメ
- 劇場版　僕のヒーローアカデミア　THE MOVIE　ヒーローズ：ライジング(2019年、)

### ゲーム
- GIGANT SHOCK(2018年、アントン)
- Readyyy!(2019年、綾崎小麦)

### 吹き替え
- アンソニー(アナベル 死霊博物館)

### ラジオ・動画
※はインターネット配信。
- 青山二丁目劇場内オリジナルドラマ「コノユビトマレ」（2018年11月19日、文化放送）
- 青山二丁目劇場内オリジナルドラマ「赤い実」（2019年7月22日、文化放送）
- 青山二丁目劇場内オリジナルドラマ「新人なもので」（2019年10月28日、文化放送）

### 朗読劇
- 朗読劇「三つ編みの結び目」（2020年10月10.11日））
- 学園祭「飛鳥祭」朗読「猫を描いた子供」「幽霊滝の伝説」「神々の国の首都」「狐 」（2021年10月、黒魅津[10]）

## ディスコグラフィ

### キャラクターソング
| 発売日   | 商品名                        | 歌 | 楽曲                                                      | 備考                     |
| 2018年   | 2018年                        | 2018年 | 2018年                                                    | 2018年                   |
| -------- | ----------------------------- | --- | --------------------------------------------------------- | ------------------------ |
| 4月14日  | Readyyy! Project              | Just 4U | 「大胆不敵に恋したい」                                    | ゲーム『Readyyy!』関連曲 |
| 6月3日   | Readyyy! Project 第2弾        | Just 4U | 「DOKI DOKI」                                             | ゲーム『Readyyy!』関連曲 |
| 9月22日  | Readyyy! Project 第3弾        | Just 4U | 「Four JUMP」                                             | ゲーム『Readyyy!』関連曲 |
| 2019年   |                               | |                                                           |                          |
| 3月27日  | Readyyy! Selections           | SP!CA、摩天ロケット、Just 4U、RayGlanZ、La-Veritta | 「Special Medley」                                        | ゲーム『Readyyy!』関連曲 |
| 8月17日  | Readyyy! Selections           | Just 4U | 「特別すぎる関係」 「nineteen! feat.Just 4U -short ver-」 | ゲーム『Readyyy!』関連曲 |
| 2021年   |                               | |                                                           |                          |
| 12月22日 | Readyyy! 第5弾                | Just 4U | 「Style」                                                 | ゲーム『Readyyy!』関連曲 |
| 12月22日 | RE:motion                     | SP!CA、摩天ロケット、Just 4U、RayGlanZ、La-Veritta | 「RE:motion」                                             | ゲーム『Readyyy!』関連曲 |
| 2022年   |                               | |                                                           |                          |
| 6月22日  | Readyyy! T.O.P Idol SHOW!! EP | Team Shine(柳川彗（CV: 古田一晟）, 高千穂亜樹（CV: 梅田修一朗）, 真田淳之介（CV: 服部想之介）, 綾崎小麦（CV: 安田駿）, 香坂安吾（CV: 三浦勝之） , 胡桃沢タクミ（CV: 観世智顕）) | ｢シグナル」                                               | ゲーム『Readyyy!』関連曲 |
| 2023年   |                               | |                                                           |                          |
| 7月30日  | Are you Readyyy？             | SP!CA、摩天ロケット、Just 4U、RayGlanZ、La-Veritta | 「Are you Readyyy？」                                     | ゲーム『Readyyy!』関連曲 |

## ライブ・イベント

### 合同ライブ
| 出演日  | タイトル                                                                               | 会場                                   |
| 2018年  | 2018年                                                                                 | 2018年                                 |
| ------- | -------------------------------------------------------------------------------------- | -------------------------------------- |
| 2月14日 | 『Readyyy!』プロジェクト2月14日制作発表vol.1                                           | 六本木ニコファーレ（東京都）           |
| 3月14日 | 『Readyyy!』プロジェクト3月14日制作発表Vol.2                                           | 六本木ニコファーレ（東京都）           |
| 4月14日 | 【セガフェス2018】『Readyyy!』ゴー☆ルドステージ Vol.0 〜僕ら、本格始動します！〜       | ベルサール秋葉原（東京都）             |
| 4月28日 | 『Readyyy!』ゴー☆ルドステージ Vol.1 〜僕ら、明日に向かって歌います！〜                 | 原宿クエストホール（東京都）           |
| 5月13日 | 『Readyyy!』ゴー☆ルドステージ Vol.2 〜僕ら、晴れやかにおもてなしします！〜             | よみうりホール（東京都）               |
| 6月3日  | 『Readyyy!』ゴー☆ルドステージ Vol.3 〜僕ら、雨ニモマケズおもてなしします！〜           | よみうりホール（東京都）               |
| 7月16日 | 『Readyyy!』ゴー☆ルドステージ Vol.4 〜僕ら、夏の太陽より熱くおもてなしします！〜       | よみうりホール（東京都）               |
| 7月21日 | 『Readyyy!』ゴー☆ルドステージ Vol.4.5 〜僕ら、池袋で2日間おもてなしします！〜          | セガ池袋GiGO 7F（東京都）              |
| 8月26日 | 『Readyyy!』ゴー☆ルドステージ Vol.5 〜僕ら、夜空の花火よりも盛大におもてなしします！〜 | よみうりホール（東京都）               |
| 2019年  |                                                                                        |                                        |
| 5月11日 | Readyyy! Happyyy! Partyyy! 2019                                                        | 日本消防会館（東京都）                 |
| 8月14日 | ディアプロ夏祭り〜OTODAMA de ソイヤ！〜                                                | OTODAMA SEA STUDIO（神奈川県）         |
| 2020年  |                                                                                        |                                        |
| 2月8日  | Readyyy! 2nd anniversary LIVE "THE NEW MOMENT"                                         | 恵比寿 The Garden Hall（東京都）       |
| 2021年  |                                                                                        |                                        |
| 3月14日 | Readyyy! 3rd anniversary Live “LINK THE MOMENT”                                        | 1000 CLUB(サウザンド クラブ)(神奈川県) |
| 2022年  |                                                                                        |                                        |
| 2月13日 | Readyyy! 4th Anniversary Live "Twinkle of Protostars"                                  | 豊洲ピット（東京都）                   |